# Морнарички истражитељи (16. сезона)
Шеснаеста сезона амерички полицијо-процедуралне драме Морнарички истражитељи је емитована од 25. септембра 2018. до 21. маја 2019. године на каналу ЦБС у истом термину као и претходне сезоне, уторком у 20:00 и садржала је 24 епизоде.
Радња серије се врти око измишљене екипе посебних агената из Морнаричко-злочинско истражитељске службе која води кривичне истраге у које су укључени америчка морнарица и војници.
Сезона 16 се врти око две главне приче након што премијера закључује заплет са краја претходне сезоне: сезонски лук који укључује прстен правде и открива да је Зива Давид заправо жив на половини сезоне. Последњу чињеницу потврђује и њен физички изглед у последњим тренуцима епизоде „Ћерке (2. део)“. Ова сезона добија мрачнији призвук за Гибса јер открива својој екипи да је убио човека одговорног за смрт његове супруге Шенон и ћерке Кели.

## Опис
Диона Ризоновер је унапређена у главну поставу на почетку сезоне.

## Улоге

### Главне
- Марк Хармон као Лерој Џетро Гибс
- Шон Мареј као Тимоти Мекги
- Вилмер Валдерама као Николас Торес
- Емили Викершом као Еленор Бишоп
- Марија Бело као Џеклин Слоун
- Брајан Дицен као Џејмс Палмер
- Емили Викершом као Еленор Бишоп
- Диона Ризоновер као Кејси Хајнс
- Роки Керол као Леон Венс
- Дејвид Мекалум као др. Доналд Малард

### Епизодне
- Коте де Пабло као Зива Давид (Епизода 24)

## Епизоде
| Бр. у серији | Бр. у сезони | Назив                      | Редитељ           | Сценариста                                                     | Пpемијерно емитовање | Прод. код | Гледаоци САД (у милионима) |
| --- | ------------ | -------------------------- | ----------------- | -------------------------------------------------------------- | -------------------- | --------- | -------------------------- |
| 355 | 1            | "Дете судбине (2. део)"    | Тони Вармби       | Стивен Д. Бајндер                                              | 25. септембар 2018.  | 1601      | 12.56                      |
| Гибсу је додељено место вд директора док екипа тражи директора Венса широм света. |              |                            |                   |                                                                |                      |           |                            |
| 356 | 2            | "Воли ближњег свог"        | Теренс О’Хара     | Скот Вилијамс                                                  | 2. октобар 2018.     | 1602      | 12.13                      |
| Кад је војно лице пронађено мртво у топлој купки, екипа испитује његове чудновате суседе у вези одговора. Торес изгледа није у винклу што је довело до тога да оде са Палмером на пиће. |              |                            |                   |                                                                |                      |           |                            |
| 357 | 3            | "Бум"                      | Лесли Либмен      | Брендан Фехили                                                 | 9. октобар 2018.     | 1604      | 12.36                      |
| Макги је затечен кад је екипа почела да истражује прасак испред куће десетара војног првог разреда Тода Николаса и његове супруге, познате ријалити звезде Шибе. Венс је наставио да иде на физикалну терапију због повреда задобијених у заробљеништву где је упознао извесну Малори, али она има неки тајни план. |              |                            |                   |                                                                |                      |           |                            |
| 358 | 4            | "Трећи точак"              | Џејмс Вајтмор мл. | Кристофер Џ. Вејлд                                             | 16. октобар 2018.    | 1603      | 11.87                      |
| Гибсов тихи одмор у викендици прекинуо је изненадни долазак Форнела и капетана војног Филипа Брукса, а и позив из МЗИС-а у ком се тражи помоћ око проналаска лопова који се крије у шуми близу њих. |              |                            |                   |                                                                |                      |           |                            |
| 359 | 5            | "Делићи"                   | Мајкл Зинберг     | Ђина Лучита Монтреал                                           | 23. октобар 2018.    | 1605      | 11.26                      |
| Откриће снимка скоро педесет година старог натерало је екипу да поново отвори случај убиства војника кога је убио саборац у Вијетнаму у покушају да ослободе осуђеника јер су испливали докази да се ради највероватније о самоубиство. |              |                            |                   |                                                                |                      |           |                            |
| 360 | 6            | "Испод површине"           | Роки Керол        | Скот Џ. Џарет и Метју Р. Џарет                                 | 30. октобар 2018.    | 1606      | 12.32                      |
| Војно лице је пронађено мртво у пољском купатилу заједно са човеком кога Торес зна са обуке, а за ког је откривено да је плаћеник који је убијен јер није хтео да обави један посао. Палмер мисли да је обдукцијски блок уклет.Службеник ЦИА-е Весли Кларк је представљен екипи, а Слоунова је одмах нешто посумњала. |              |                            |                   |                                                                |                      |           |                            |
| 361 | 7            | "Хиљаду речи"              | Алрик Рајли       | Дејвид Џ. Норт                                                 | 13. новембар 2018.   | 1607      | 12.47                      |
| Крађа у војној штедионици је одвела екипу у потрагу за тајанственим уличним уметницима кад су QR кодови откривени на њиховим радовима што је довело до странице једног активисте. |              |                            |                   |                                                                |                      |           |                            |
| 362 | 8            | "Пријатељска ватра"        | Томас Џ. Врајт    | Џенифер Корбет                                                 | 20. новембар 2018.   | 1608      | 11.95                      |
| Макги и Бишопова су отпутовали у Авганистан када је случај убиства у државама повезан са низом војника изгинулим у пријатељској ватри на ратишту. Такође, Кејси је изашла из лабораторије и отишла са Торесом на терен како би обрадила додатне форензичке доказе. |              |                            |                   |                                                                |                      |           |                            |
| 363 | 9            | "Пратити Енџи"             | Теренс О’Хара     | Џорџ Шенк                                                      | 4. децембар 2018.    | 1609      | 12.04                      |
| Кад је саучесница из пљачке у кући једног адмирала пуштена из затвора, екипа је прати у нади да ће доћи до њеног саучесника и оног што је покрадено. |              |                            |                   |                                                                |                      |           |                            |
| 364 | 10           | "Какво је ово дете?"       | Мајкл Зинберг     | Скот Вилијамс                                                  | 11. децембар 2018.   | 1610      | 12.28                      |
| Празнични планови екипе ће морати да сачекају јер је у истрази бившег борца откривено новорођенче које нема ни име ни изгледа никакве везе са породицом чиме су били присиљени да чувају новорођенче док истражују ко га је отео. Кад је његова мајка пронађена, она је одлучила да да дете на усвајање. Епизода се завршила кад је дете усвојила породица која се првобитно и пријавила да га усвоји пре него што је отето. |              |                            |                   |                                                                |                      |           |                            |
| 365 | 11           | "Робија и невоља"          | Лесли Либмен      | Кристофер Џ. Вејлд                                             | 8. јануар 2019.      | 1611      | 12.08                      |
| Тајник одбране Сједињених држава Вин Крофорд захтева да се истрага убиства повезана са крађом отровног плина хлорина обустави, а Торес и Макги похапсе због поступака у случају. Такође, Торес је изгледа љубоморан на новог дечка Бишопове. Епизода се завршила тако што је Макгију понуђен огромно плаћен технолошки посао, а Весли Кларк се тајно састао са Крофордом. |              |                            |                   |                                                                |                      |           |                            |
| 366 | 12           | "Последња веза"            | Роки Керол        | Брендан Фехили                                                 | 15. јануар 2019.     | 1612      | 12.21                      |
| Стари породични пријатељ је замолио Гибса да пође са њим на пут како би пронашли несталу војну плочицу. Поручника војног под заштитом МЗИС-а је отровао непознати растурач дроге. |              |                            |                   |                                                                |                      |           |                            |
| 367 | 13           | "Она"                      | Марк Хоровиц      | Ђина Лучита Монтреал                                           | 12. фебруар 2019.    | 1614      | 13.37                      |
| Екипа је пронашла неухрањену и збуњену деветогодишњакињу која је побегла и сакрила се у једном складишту након што је цео живот провела у заточеништву. Њена мајка Морган Бурк је нестала неколико година раније, а проналазак девојчице је довео до поновног отварања Морганиног случаја. Бишопова је открила белешке које је Зива Давид водила о случају чак и пошто је МЗИС званично затворио истрагу кад је откривено да су јој кола слетела са литице па је смрт проглашена самоубиством, али је настао сукоб између Гибса и Бишопове кад је она покушала да објасни своје проналаске екипи. Упркос Гибсовом наређењу да обустави све, мислећи на правило бр. 10 ("Никад се лично не мешај у случај"), Бишопова је започела своју потрагу за Морган што ју је довело до куће у којој ју је осумњичени Роберт Хил држао у заточеништву. Бишопова је спасла Морган живот и поново је спојила са ћерком и помирила се са Гибсом, а он је после спалио папирић са написаним правилом бр. 10. Кад је Бишопова прочитала писмо Морганине мајке Хилу, а то је Зива обећала, Хил ју је изненадио рекавши да му је друга агенткиња прочитала писмо и рекла да ће га "прогонити у сновима". Бишпопова се вратила у "пословницу" коју је Зива изнајмила и пронашла поруку без потписа на којој је писало: "Еленор Бишоп, због безбедности моје породица чувај моју тајну". |              |                            |                   |                                                                |                      |           |                            |
| 368 | 14           | "Био једном један Тим"     | Тони Вармби       | Дејвид Џ. Норт и Стивен Д. Бајндер                             | 19. фебруар 2019.    | 1613      | 12.74                      |
| Мекги је присиљен да преиспита своје средњошколске дане кад је једна од његових старих шифри пронађена на месту злочина. |              |                            |                   |                                                                |                      |           |                            |
| 369 | 15           | "Прећи црту"               | Мајкл Зинберг     | Џенифер Корбет                                                 | 26. фебруар 2019.    | 1615      | 11.77                      |
| Екипа истражује смрт узорног морнара на војном разарачу. У међувремену, Торес се узрујао кад му је Венс доделио три студента на обуку, али је променио плочу кад му је један од њих открио да је син једног агента који је погинуо у штабу МЗИС-а. |              |                            |                   |                                                                |                      |           |                            |
| 370 | 16           | "Медведи и мечићи"         | Дајана Валентајн  | Скот Вилијамс                                                  | 12. март 2019.       | 1616      | 12.08                      |
| Палмера је таст замолио да измени доказе у случају што га је ставило у незавидан положај због посла и породице. Даки је донео одлуку о свом месту у екипи. |              |                            |                   |                                                                |                      |           |                            |
| 371 | 17           | "Тиха служба"              | Роки Керол        | Скот Џ. Џарет и Метју Р. Џарет                                 | 26. март 2019.       | 1617      | 12.18                      |
| Гибсова и истрага Биошопове о смрти војног МВК-овца се усложила кад је подморница у којој су били заронила на задатак − а нико не може да их добије. Кад је случај решен, Венс је понуио Дакију да преузме новоотворени положај историчара МЗИС-а уместо пензионисања, а он је прихватио. |              |                            |                   |                                                                |                      |           |                            |
| 372 | 18           | "Мона Лиза"                | Алрик Рајли       | Дејвид Џ. Норт и Брендан Фехили                                | 2. април 2019.       | 1618      | 11.89                      |
| Торес се ослонио на вештина истраживања своје екипе након што се пробудио мамуран на рибарском броду без знања о томе шта је радио претходних 12 сати, а мајица му је била умрљана крвљу. У међувремену, Венс је наставио да се забавља са Малори не знајући да она ради за Веслија Кларка и у истрази о директору МЗИС-а. Он јој је поклонио огрлицу, али је она тајно снимила њен састанак са Кларком. Венс је раскинуо са њом пре него што је Кларк показао њему и Гибсу тајни рачун у банци са 250 хиљада долара у власништву Вина Крофорда верујући да је он одговоран за проневеру. |              |                            |                   |                                                                |                      |           |                            |
| 373 | 19           | "Вечито"                   | Тони Вармби       | Ђина Лучита Монтреал                                           | 9. април 2019.       | 1619      | 11.82                      |
| МЗИС је у потрази за осумњиченим који је припуцао у војној болници. Слоунова се изузела из истраге, али се убрзо предомислила пошто је рекла Гибсу да је једина сведокиња која је јасно видела стрелца њена рођена ћерка коју је дала на усвајање кад се родила (касније је откривено да ју је ћерка препознала и да се Слоунова преселила у ЛА да би била близу њој). Пуцач је покушао да убије полицијског службеника који је изашао на место кобне саобраћајне несреће коју је изазвао пуцачев брат пре много година како би га спречио да да изјаву на саслушању његовог брата о пуштању на условну слободу. |              |                            |                   |                                                                |                      |           |                            |
| 374 | 20           | "Хајл и опроштај"          | Мајкл Зинберг     | Џенифер Корбет                                                 | 16. април 2019.      | 1620      | 11.88                      |
| МЗИС истражује убиство мајорке војне Елен Валас за коју се веровало да је погинула у нападима 11.9. у Пентагону пошто су њени остаци откривени на једном градилишту. Валасова је Гибсова бивша вереница, али је за разлику од осталих веза њу Гибс морао да раскине. Гибсова крв је пронађена на њеној одећи па га је Макги изузео са случаја након што је Гибс изашао са његовог саслушања. У време смрти, Валасова је истраживала осумњиченог за ратне злочине, али су сви подаци о наводном уништени у нападу у Пентагону. Форензичка скенирања хард диска од пре осамнаест година открили су да је осумњичени ког је Валасова истраживала био одсутан из Пентагона у време убиства (то време је утврђено преко позива који је Валасова упутила Гибсу, а на који се он није јавио због чега је осећао кривицу). Упркос немању доказа сем овог и његовог мувања око градилишта у време убиства, полицајац је све признао после пет минута гледања очи у очи са Гибсом. |              |                            |                   |                                                                |                      |           |                            |
| 375 | 21           | "Судија, порота (1. део)"  | Џејмс Вајтмор мл. | Кристофер Џ. Вејлд                                             | 30. април 2019.      | 1621      | 11.80                      |
| Кејси је унела ДНК оиз случаја од пре 30 година у састав чиме је оптужила сладолеџију Стјуарта Крума да је потровао неколико деце (од који је једно умрло). Док се сведочило на суду, екипа је остала затечена кад је због рупе у закону суђење поништено па је Крум пуштен (а касније умро). У међувремену, Гибсова и Венсова истрага о противзаконитом рачуну у штедионици је захтевала да Макги посети технолошко друштво које му је понудило нови посао. Макги је претресао њихове личне прекоморске рачуне, али је у току рада откривен. Разговарајући са цинкарошем са суђења, МЗИС је открио уплату од 3 милиона која је дошла са једног од прекоморских рачуна после чега су схватили да је убицина смрт наручена. Гибс и Венс су одмах сазвали састанак са службеником ЦИА-е Кларком, али кад су стигли у Гибсову кућу (у коју је проваљено), нашли су Кларка мртвог, а Малори како стоји над њим. |              |                            |                   |                                                                |                      |           |                            |
| 376 | 22           | "И крвник (2. део)"        | Теренс О’Хара     | Кристофер Џ. Вејлд и Дејвид Џ. Норт                            | 7. мај 2019.         | 1622      | 11.66                      |
| Малори је пратила Кларка до Гибсове куће и убила га, тврдећи у самоодбрани. У међувремену, за судију који је председавао на Крумовом суђењу Мајлса Дикина откривено је да је власник једног од прекоморских рачуна и као такав наручилац Крумове смрти (чиме је откривено да рачун финансира плаћеника). Он је са још четворо судија тајно истраживао Гибса у вези смрти Педра Хернандеза. Гибса је напао на паркиралишту омиљене гостионице непознати плаћеник због чега се он суочио са Дикином насамо. Кејсина форензичка испитивања доказала су да је Малори нападачица коју је унајмио Дикин да убије Гибса. Малорина тајни диктафон прерушен у огрлицу коју јој је Венс поклонио дао јој је и више него довољно да оптужи Дикина. Током истраге, Гибс је бесно признао екипи да је он убио Педра Хернандеза. |              |                            |                   |                                                                |                      |           |                            |
| 377 | 23           | "Изгубљено време (1. део)" | Дајана Валентајн  | Синопсис: Скот Вилијамс Сценарио: Френк Кардеа и Скот Вилијамс | 14. мај 2019.        | 1623      | 11.70                      |
| Док је екипа истраживала убиство војног МВК-овце који је помогао у уклањању познатог терористичког вође, Гибс је претрпео слом због чега је морао код психијатра. |              |                            |                   |                                                                |                      |           |                            |
| 378 | 24           | "Ћерке (2. део)"           | Тони Вармби       | Стивен Д. Бајндер                                              | 21. мај 2019.        | 1624      | 12.10                      |
| Бивши агент ФБИ-а Тобијас Форнел замолио је Гибса да уради све што је неопходно да се сруши растурач дроге због ког је његова ћерка Емили примљена у болницу због прекомерне количине опијата. Гибса је прогонио лични угао случаја и његова ранија правда на своју руку и као што му се раније догађало са Мајком Френксом, сада се бори са привиђењима Дајен, његовом и Форнеловом бившом супругом. Кад је ухватио одговорне и раскрстио са Дајениним духом, Гибс је видео Зиву Давид кад му се појавила у кући да га упозори да је у опасности.Појава Зиве Давид. |              |                            |                   |                                                                |                      |           |                            |